# Shreela Flather
Shreela Flather, baronessa Flather, nata Rai (Lahore, 13 febbraio 1934 – Londra, 6 febbraio 2024), è stata una politica britannica di origini indiane.

## Biografia
Nata a Lahore, nell'attuale Pakistan, si trasferì nel Regno Unito, dove studiò giurisprudenza alla University College di Londra. Lavorò poi come insegnante d'inglese ed entrò a far parte del Comitato nazionale delle donne conservatrici.
Nel 1976 entrò in politica a livello locale, servendo come consigliera del Royal Borough of Windsor and Maidenhead fino al 1991. Successivamente fu anche vicesindaca e sindaca della stessa autorità unitaria. Dal 1971 al 1990 lavorò inoltre come giudice di pace.
Membro del Partito Conservatore, nel 1990 venne annunciata la sua nomina a pari a vita, divenendo la prima donna di origine asiatica a ricevere una paria britannica. Assunse il titolo di baronessa Flather ed entrò alla Camera dei lord l'11 giugno dello stesso anno. In Parlamento attirò l'attenzione per aver indossato un sari, abito tradizionale indiano, e per essere stata tra le prime minoranze etniche all'interno della Camera.
Nel 1998 si dimise da capogruppo conservatore dopo la retrocessione del visconte Cranborne per le sue azioni volte a ridurre l'impatto dell'House of Lords Act 1999. Si riunì al partito nel 1999, ma lo lasciò una seconda volta nel 2008, sedendosi successivamente come crossbencher.
Shreela Flather fu una sostenitrice dell'Associazione umanistica britannica e un socio onorario della National Secular Society.
Morì il 6 febbraio 2024 all'età di 89 anni.

## Vita privata
Shreela Rai fu sposata con l'avvocato Gary Flather fino alla morte di lui, avvenuta nel 2017. Si descrisse come un'"atea induista".